# Epitola concepcion
Epitola concepcion är en fjärilsart som beskrevs av Suffert 1904. Epitola concepcion ingår i släktet Epitola och familjen juvelvingar. Inga underarter finns listade i Catalogue of Life.